# خيسوس غوميز ألونسو
خيسوس غوميز ألونسو (بالإسبانية: Jesús Gómez Alonso)‏ هو عالم اجتماعي إسباني، ولد في 1952، وتوفي في 2006.